# Melomys fulgens
Melomys fulgens és una espècie de mamífer rosegador de la família dels múrids. Són rosegadors de mitjanes dimensions, amb una llargada de cap a gropa de 150 mm i una cua de 200 a 205 mm. És endèmica de l'illa de Seram, a les Moluques centrals, on viu probablement en boscs tropicals. La UICN, considerant la falta d'informació sobre l'àmbit de distribució, l'estat de la població i possibles amenaces, classifica M. fulgens com a espècie amb "dades insuficients" (DD).